# Консульство Солдая
Консульство Солдая — адміністративно-територіальна одиниця у складі генуезьких колоній у Криму. На думку істориків, утворена в 1380 або 1381 році як орган управління історичної округи Солдаї, що включала 18 селищ, що тяжіли до міста, при цьому сама Солдая була захоплена генуезцями ще в 1365 році.

## Правовий статус
Консул Солдаї призначався «радою піклувальників» у Генуї, від імені Великої Комуни Генуї (з 1454 року — протекторами банку Святого Георгія), але безпосередньо підпорядковувався не Генуї, а Кафі. «…Консул Солдаї, — йдеться у статуті, — зобов'язаний коритися наказам пана консула Кафи, коли вони дозволені законом і справедливі, під загрозою втратити свою посаду».
Консульська канцелярія складалася з листівника та листівника для ведення справ грецькою мовою, перекладача, який знає латинську, грецьку та татарську мови, двох розсилальних та двох служителів; «для служби та доручень» були вісім кінних стражників - аргузів. При консулі Солдаї функціонував опікунний комітет, своєрідний консультативно-контрольний орган, який призначався консулом спільно з колишнім складом опікунського комітету з «…чесних жителів Солдаї, одного латина, іншого грека». Комітет відав зберіганням зброї та запасів продовольства фортеці. Члени опікунського комітету при вступі на посаду повинні були зробити опис всієї зброї та провіанту, що перебуває у фортеці, а після закінчення служби звітувати перед своїми наступниками. До завдань опікунського комітету, крім іншого, входив нагляд за міськими роботами.

## Географія
Консульство майже збігаючись з сучасними кордонами міського округу Судак, займаючи меншу, східну частину Південнобережжя Криму, межуючи з капітанством Готія (займаючи меншу західну частину Південнобережжя Криму). У договорах 1380 та 1381 років не надано перелік поселень, що перейшли під юрисдикцію колонії, тому в науковій літературі досі немає усталеної думки, що базується на відомостях архівних документів Генуї, про межі володінь консульства Солдаї. Назви вісімнадцяти селищ округу Солдаї були зібрані за матеріалами масарій (бухгалтерських книг) казначейства Кафи, у латинській транскрипції вони виглядали так (деякі легко ідентифікуються із сучасними, що визнається практично всіма):
| - Coxii, або Cosio (Коз) - Sancti Johannis - Tarataxii (Таракташ) - Louolli-Volli (Ворон) - Sille-Tasili (Шелен) - Sdaffo, | - Canecha (Канака) - Carpati (Арпат) - Scuto (Ускут) - Bezalega - Buzult - Cara | - Diauollo - Carlo - Sancti Erigni - Saragaihi (Карагач) - Paradixii - Cheder |

| - Coxii, або Cosio (Коз) - Sancti Johannis - Tarataxii (Таракташ) - Louolli-Volli (Ворон) - Sille-Tasili (Шелен) - Sdaffo, | - Canecha (Канака) - Carpati (Арпат) - Scuto (Ускут) - Bezalega - Buzult - Cara | - Diauollo - Carlo - Sancti Erigni - Saragaihi (Карагач) - Paradixii - Cheder |

За іншими існують варіанти локалізації: Сучасні історики висловлюють різні версії про територію консульства: за Бочаровим, західний кордон консульства проходив між селищами Скуті та Канака (delo Canecha), Чернов вважає, що по Демерджі-Яйлі, що відокремлює феодоритську фортецю Фуна від солдайського Мегапотама по хребту Ечкі-Дага. Північну описав Евлія Челебі: «Західна частина цього Суук-Су — володіння хана, а східна та кіблова боки — османські».

## Історія
Після захоплення Солдаї генуезцями в 1365 році з часом під її контроль перейшли сусідні селища (всього 18 сіл); договором від 28 листопада 1380 року, підписаним намісником Солхата Яркассом (Jharcas) (від імені хана) та консулом Каффи Джанноне дель Боско (від імені Великої Комуни Генуї) та підтвердженим договором 23 лютого 1381 року (з новим намісником Еліасом) управління Генуї було передано район Солдаї з 18 селищами її округи. Мирний договір, укладений 12 серпня 1387 року, серед інших пунктів остаточно закріпив права Генуї на селища округи Солдаї. В адміністративному плані вся ця територія становила Солдайське консульство, підпорядковане Кафе.
Історія консульства закінчилася в 1475 році, після завоювання генуезьких колоній османськими військами під командуванням Гедик Ахмед-паші. Після облоги і штурму Солдаї останніх захисників фортеці, що сховалися в церкві, на чолі з останнім консулом Солдаї Христофоро ді Негро спалили живцем. Територія консульства практично у незмінному вигляді була включена до Судакського кадилика Кафинського еялета.

Середньовічний зал історичного музею ГБУК РК Музей-заповідник «Судацька фортеця»
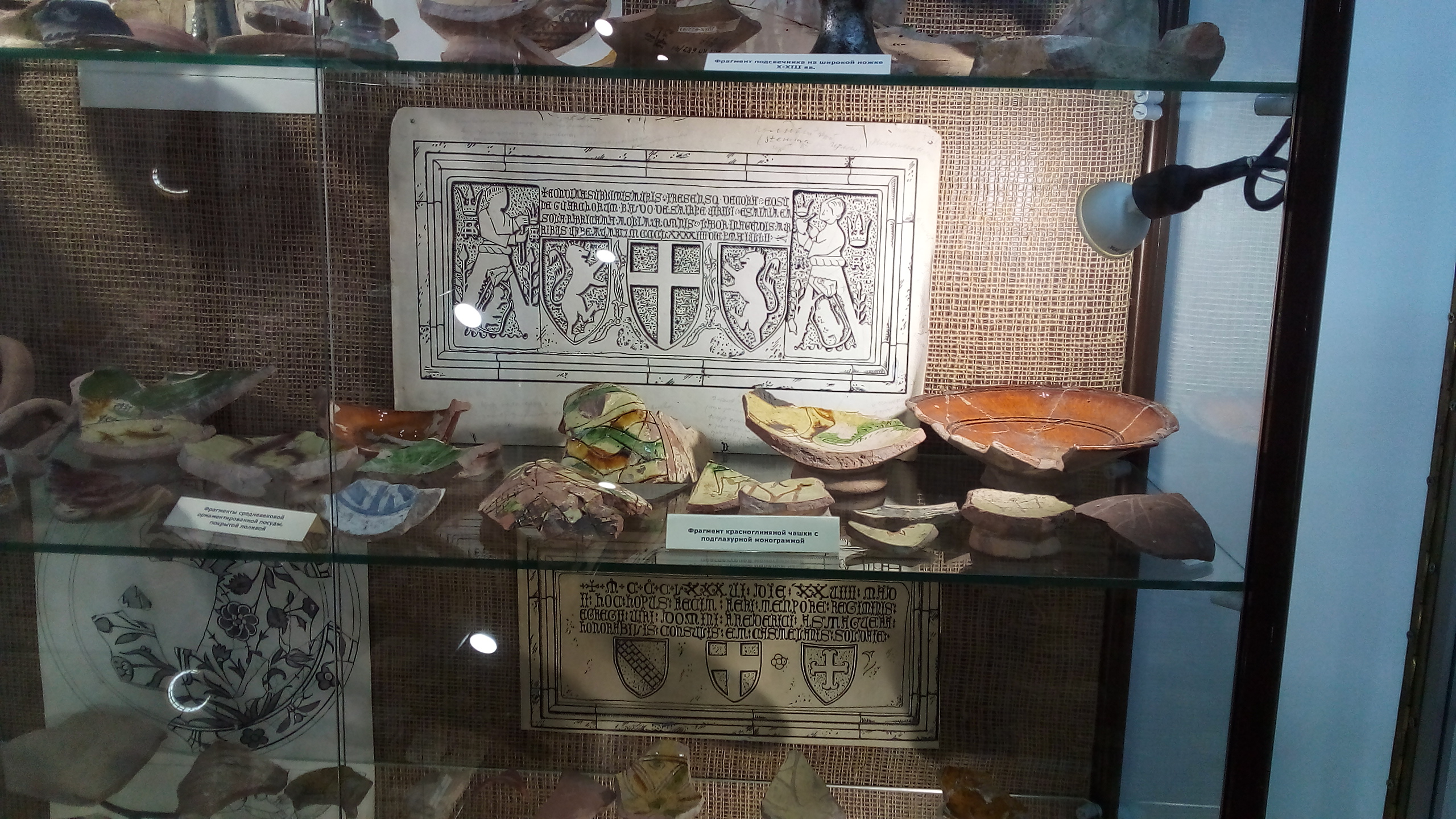
Кераміка
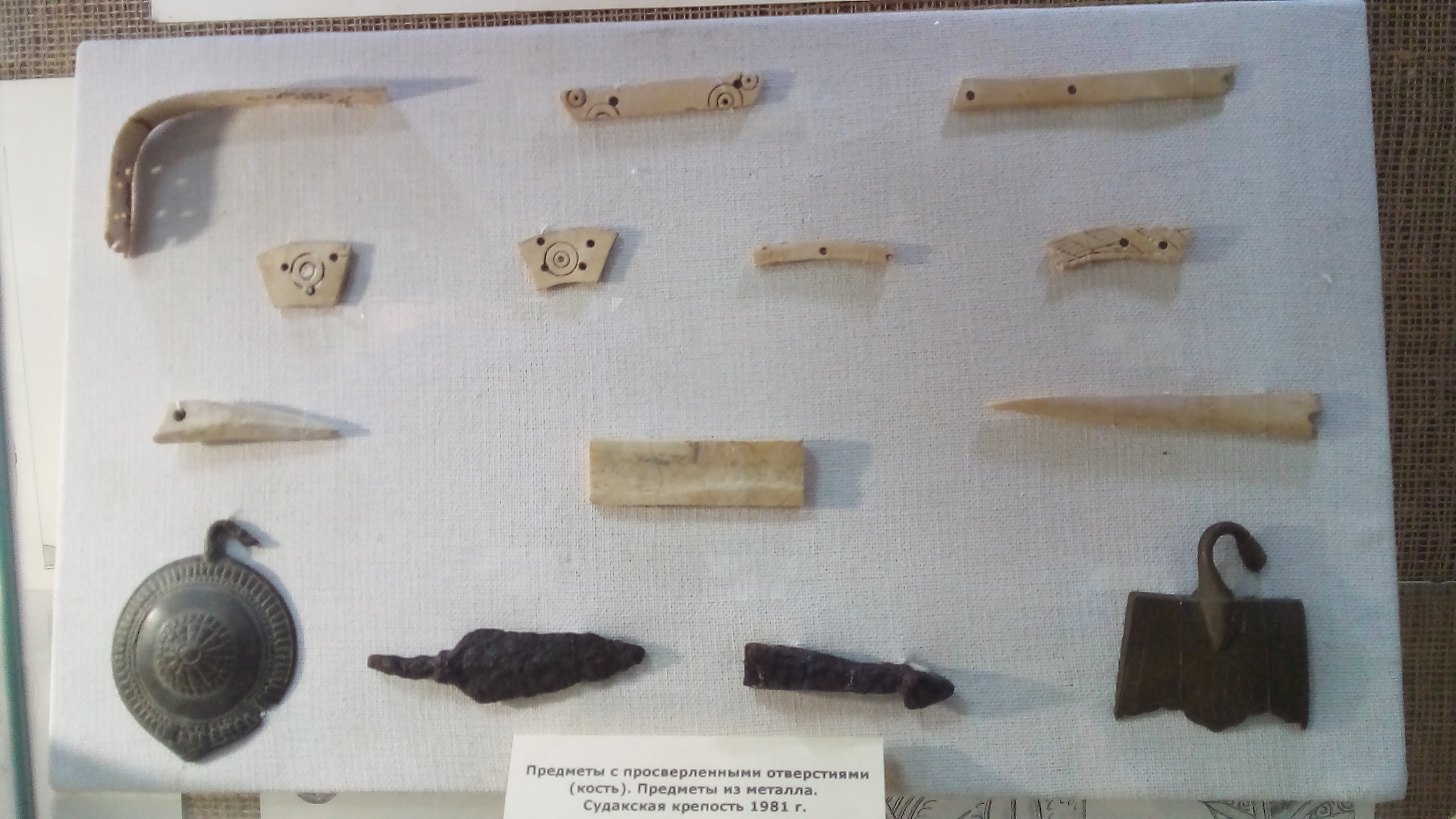
Знахідки з розкопок 1981 року на території Судакської фортеці
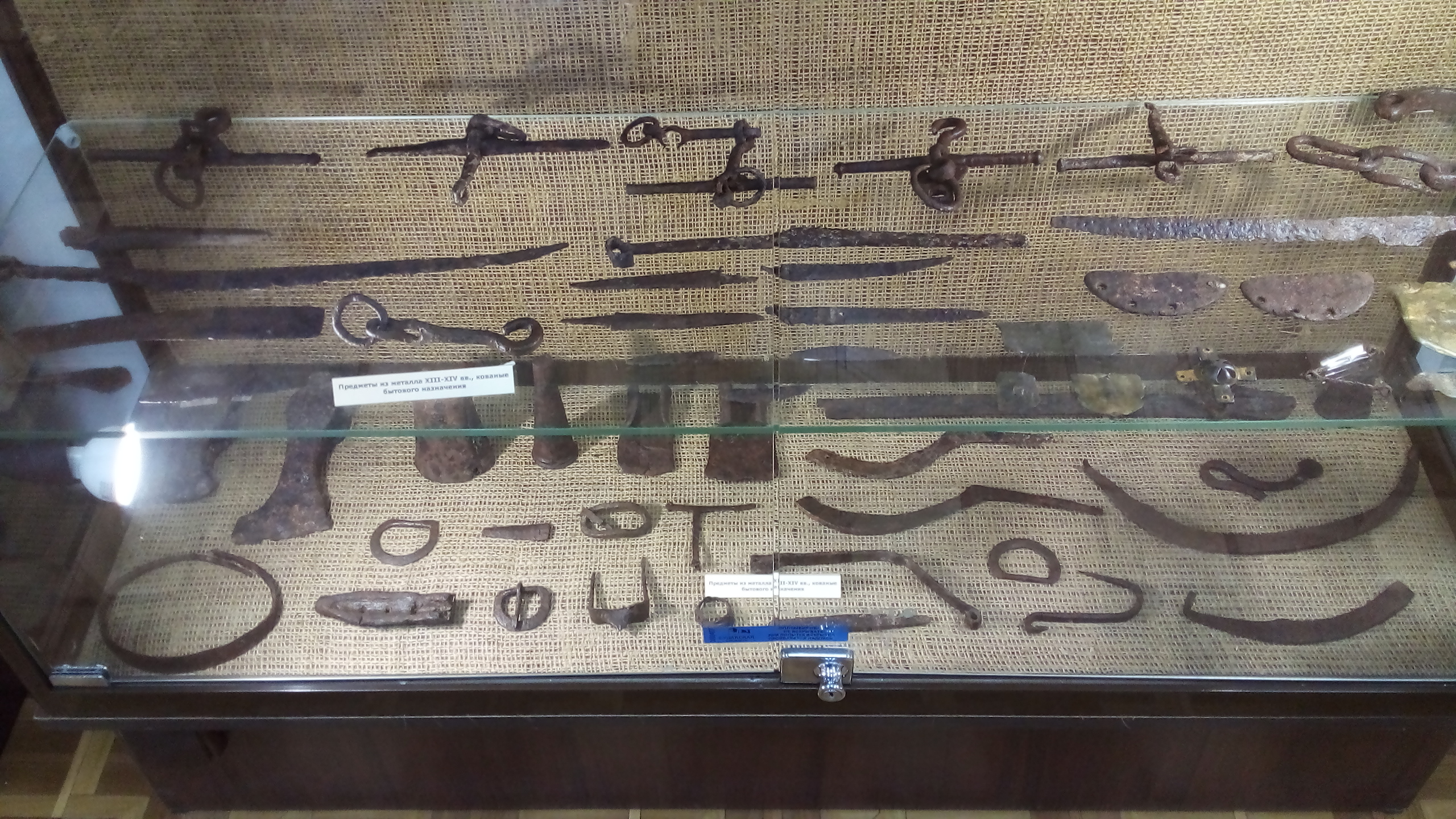
Металеві предмети торговельного та господарського призначення

## Економіка
За часів венеційців Солдая була основним торговим портом Криму, генуезці ж заборонили купецьким кораблям заходити до гавані Солдаї, направляючи в Кафу, туди поступово перебираються торгівці та ремісники і місто втратило колишнє торгове значення, ставши військово-адміністративним пунктом регіону. В економіці Солдаї все більшу роль набувало сільського господарства; про це свідчать документи XV століття: у статуті Каффи 1449 роки підкреслювалася роль виноградарства та виноробства в господарській діяльності солдатів. Бюджет консульства складався з податку на виноградники та з половини суми штрафів із мешканців, виявлених на вулицях міста після вечірнього дзвону. Кошти йшли на ремонтні роботи та інші витрати, першочерговість яких могла бути визнана консулом.